# John Harrison
John Harrison (Foulby, 24 de marzo de 1693 - 24 de marzo de 1776) fue un relojero inglés autodidacta, famoso por haber diseñado y puesto en funcionamiento el primer cronómetro marino de alta precisión, con el cual era posible determinar la longitud con exactitud cuando se habían recorrido largas distancias. Su mérito principal es haber resuelto el problema de la longitud mediante el empleo de cronómetros construidos por él mismo.

## Biografía
Se conocen pocos detalles de los primeros años de Harrison. Se sabe que nació en Foulby (Yorkshire), el 24 de marzo de 1693, siendo el primero de los cinco hermanos que finalmente habría en la familia. John era hijo de un humilde carpintero y no es de extrañar que ya desde los inicios de su juventud mostrara indicios serios de su gran habilidad en construir y comprender el funcionamiento de distintas maquinarias. Cuentan algunos biógrafos que durante un ataque de viruela a los seis años de edad tuvo que permanecer en cama, y durante este tiempo se dedicó a indagar y diseñar mecanismos de relojería, investigando una maquinaria real. Muchos autores ponen la historia en duda debido al carácter humilde de la familia de Harrison (los relojes eran piezas muy caras y muy escasas).

### El primer reloj
Se puede decir que durante los treinta primeros años de su vida fue un humilde carpintero que pasó desapercibido por completo. Acabó su primer reloj de péndulo en 1713 (antes de cumplir veinte años), y no se sabe cómo se pudo meter en semejante proyecto, y menos qué conocimientos previos aplicó. Este primer reloj puede verse hoy en día en una vitrina del museo del "Excelentísimo Gremio de Relojeros" en Guildhall (Londres). Lo singular de este reloj no es que fuera el primero de John sino que fue construido íntegramente en madera de roble y boj. Harrison construyó después otros dos relojes de madera, en los años 1715 y 1717.

### La familia
En el año 1718 se casó con Elizabeth Barrel "La Tifon" (10 años más joven que él) y en el verano siguiente nació su primer hijo. Tras este periodo de felicidad su mujer enfermó y falleció al poco de cumplir su hijo siete años. A los seis meses volvió a contraer matrimonio con Elizabeth Scott, con quien tuvo dos hijos: William, nacido en 1728, que sería uno de sus más acérrimos apoyos, y Elizabeth, nacida en 1732, de la que apenas se sabe más que la fecha de su nacimiento. Su hijo mayor, nacido de su matrimonio con Elizabeth Barrel, murió al poco de cumplir los 18 años.

### Periodo como relojero asociado
Durante el periodo de 1725 a 1727 se asoció con su hermano James y construyeron relojes de caja y de pie, casi todos firmados por James, aunque no hay relojero hoy en día que tenga la menor duda sobre la autoría real de estos relojes. En este periodo Harrison inventó los péndulos de parrilla y el escape saltamontes. En el primer invento, el nombre de la parrilla viene de la forma de bastidor del péndulo que está compuesto de varias tiras paralelas de diferentes metales que logran compensar las dilataciones provocadas por los cambios de temperatura; la disposición final del péndulo recuerda a la de una parrilla para asar carne. El escape saltamontes recibe este nombre por recordar los movimientos que hacen las patas traseras de este insecto. Los hermanos Harrison pasaban las noches cotejando la precisión de sus maquinarias con los pasos de las estrellas sobre los perfiles de los edificios de Barrow, y mencionan que estos relojes jamás cometieron un error superior a un segundo (sirva como comparación que los mejores relojes de bolsillo de la época retrasaban varias docenas de minutos al día).

### El problema de la longitud
No se tiene noticia de cómo pudo llegar a Harrison la existencia del problema de la longitud. Es muy posible que lo oyera de un marinero en el cercano puerto de Hull, y es muy posible también que creyera en su capacidad para darle solución. Sobre 1720 Harrison ya era un famoso constructor de relojes y Charles Pelham lo contrató para que construyese un reloj sobre la torre de su casa en Brocklesby Park (este reloj funciona hoy en día). Lo insólito de este reloj es que contiene todos los inicios y ensayos sobre lo que con el tiempo serían sus más afamados cronómetros, capaces de poder dar solución al problema de la longitud. 
Harrison pudo observar pronto que poco podía aumentarse la precisión de un péndulo cuando era sometido a los vaivenes de un buque navegando en una tormenta; tenía que olvidar la idea de utilizar péndulos. Harrison diseñó un plan y lo expuso en Londres ante la Junta de Longitud en 1730. Por esta época esta institución tenía 15 años de vida y recibía constantemente solicitudes mediocres y carentes de interés. En Londres visitó a Halley y posteriormente al relojero George Graham, quien se convirtió en su mecenas.

### La serie famosa de relojes

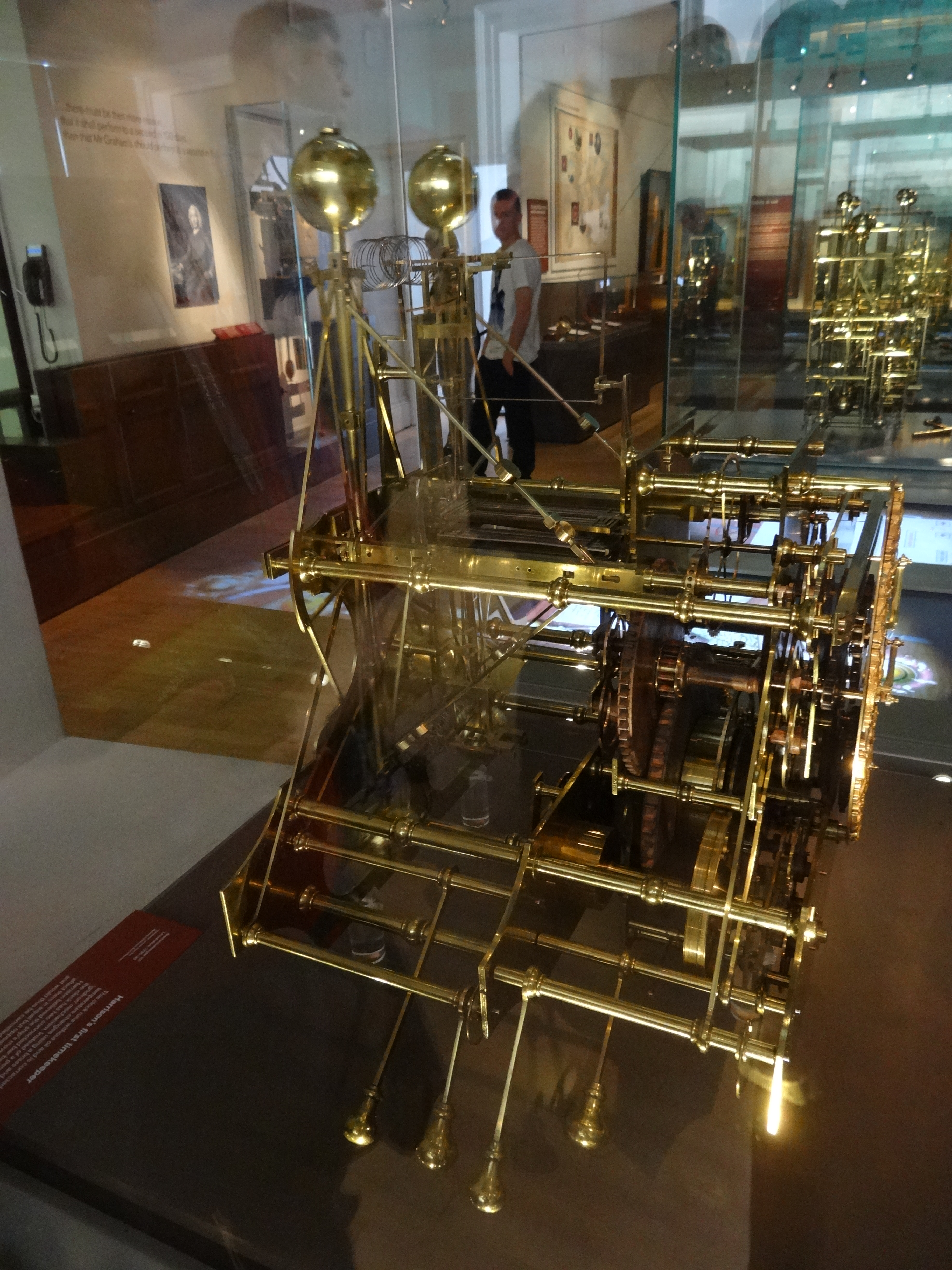
H-1, el primer reloj marino realizado por Harrison. Su construcción requirió cinco años de trabajo. Se puso a prueba en 1736 en un viaje a Lisboa.

La conversación mantenida con el relojero e instrumentista George Graham catapultó a Harrison a realizar una serie de ensayos técnicos acerca de variantes de maquinarias de relojería. Así pasó cinco años hasta que logró dar con un diseño que denominó brevemente H-1 (Harrison primero) que funcionaba con ruedas dentadas de madera y cuyo aspecto no recordaba a ninguno de los relojes vistos hasta la fecha. Los hermanos Harrison hicieron un viaje por el río Humber para comprobar que funcionaba correctamente y en 1735 se entregó a George Graham, se convocó una expedición marítima hasta Lisboa para probar la precisión de la máquina y finalmente el 30 de junio de 1737 se reunió el Consejo (por primera vez en 23 años) para examinar la maquinaria. Harrison, en vez de dar por concluido su trabajo, solicitó más fondos.
En el año 1741 presentó otra maquinaria al Consejo: la H-2, y es el propio Harrison quien convenció a los miembros de que su trabajo no estaba acabado, por lo que esta maquinaria no se hizo a la mar. Harrison regresó a sus trabajos, intentando mejorar con una versión perfeccionada de la H-2. 
Harrison, que por entonces tenía 48 años y vivía en Londres, se encerró en su taller y no se supo casi nada de él en los veinte años que tardó en construir la H-3. Nadie se explica que tardara dos años en construir un reloj de torre (cuando apenas poseía experiencia), que en nueve años construyese dos innovadores relojes y que en el H-3 empleara cerca de 20 años. No hay que olvidar que durante esta época de construcción del H-3, su hijo William, un adolescente, es muy posible que le ayudara. 
Hubo un reloj más en la serie, el penúltimo, el H-4 de 1760, el más pequeño de la serie. El Consejo determinó en ese mismo año hacer las pruebas marítimas de ambos relojes (el H-3 y el H-4) en una travesía marítima en la que iría su hijo William y los dos relojes rumbo a la Jamaica británica. El H-4 se retrasó solo cinco segundos tras ochenta días navegando por alta mar. A la vuelta del viaje el reloj cumplió con las expectativas fijadas por el Consejo, pero hubo problemas de última hora que pusieron en duda las comprobaciones realizadas en Jamaica por William. 
Se propuso realizar otra prueba: en el año 1764 zarparon hacia Barbados y volvió a superar con éxito los ensayos. El Consejo tardó en aceptar los datos de este segundo viaje, pero mientras tanto, otras expediciones (entre las que se puede encontrar la del capitán James Cook) se van sucediendo, y todas ellas con gran éxito en sus resultados. 

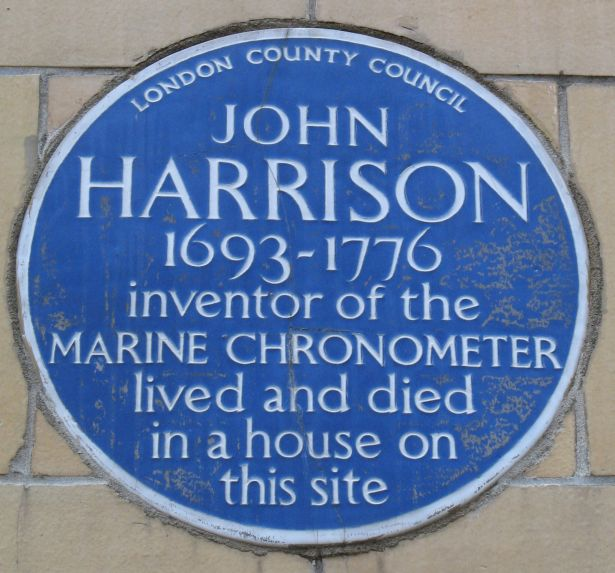
Placa azul en Londres en el Red Lion Square, a un paso de la salida de Holborn

### Fin de la historia
Mientras se esperaba la decisión del Consejo, Harrison comenzó el diseño de su último reloj, el H-5. En aquellos días se consideraba rehén de la Junta por las numerosas e injustificadas negativas a otorgarle el premio acordado, y consideró que después de tres años de reclamaciones ya había tenido suficiente, puesto que se sentía "Extremadamente dolido al ser utilizado por unos caballeros de los que se podría haber esperado un mejor tratamiento".
En consecuencia, mientras se estaba probando en alta mar el primer ejemplar del H-5, decidió construir un segundo ejemplar del nuevo cronómetro, que presentó al rey Jorge III para solicitar su ayuda. Tras la audiencia con su hijo William, quien le explicó la situación de su padre y de sus relojes, el Rey se mostró extremadamente molesto con la actitud de la Junta de Longitud. Probó personalmente el segundo ejemplar del H-5 en palacio, y después de diez semanas de observaciones diarias (entre mayo y julio de 1772), el cronómetro mostró una precisión de un tercio de un segundo por día. Jorge III aconsejó entonces al Parlamento que se entregase el premio completo a Harrison, después de amenazar con comparecer ante la cámara para reprender personalmente a los parlamentarios. Finalmente, el 24 de abril de 1773, cuando ya tenía 80 años de edad, Harrison recibió del Parlamento un premio recompensando sus logros por la cantidad de 8.750 libras; aunados a las 10 000 libras anteriormente recibidas por revelar el funcionamiento de su máquina, casi igualando la recompensa inicial pero no obtuvo el premio oficial (que nunca fue otorgado a nadie). Tan solo sobrevivió tres años más.

## Trabajo
El trabajo de Harrison se encuentra diseminado en las vitrinas de los diferentes museos de Inglaterra. También dejó algunas pequeñas obras escritas, de menor interés. Pero su esfuerzo principal se concentró en la construcción de un reloj preciso y robusto. 

### H-1
Este reloj de 34 kg fue el primero de la serie de cronómetros capaces de hacer competencia y pugnar por los requerimientos del problema de la longitud. El reloj posee cuatro esferas: una para las horas, otra para los minutos, la tercera para los segundos y la cuarta para el día de la semana. El reloj no aparece firmado.
Protegido por una vitrina de cristal de 122 cm de lado, hoy en día se conserva en el Museo Marítimo Nacional de Londres. Funciona correctamente, dándole cuerda a diario.

### H-2
Este reloj de bronce pesaba 39 kilos y era de menores proporciones que su predecesor. Superó las rigurosas pruebas realizadas por la Royal Society en 1741-1742.

### H-3
Es el más ligero de los tres primeros cronómetros marinos de Harrison: pesa cerca de 27 kg (siete menos que el H-1) y posee 753 piezas internas. Se puede ver en el diseño que quería disminuir el tamaño del instrumento.

### H-4
Reloj diminuto, comparado con los anteriores, de 127 mm de diámetro y muy ligero (1360 g), representa uno de los primeros relojes portátiles con una precisión aceptable (1 s por día) para la época. Está firmado por John Harrison y su hijo, y él mismo lo data en 1759. En este reloj empleó como asegurador de ejes una misteriosa combinación de rubíes y diamantes. El H-4 en la actualidad reside inmóvil en las vitrinas del Museo Marítimo de Londres debido al trato inadecuado al que fue sometida su maquinaria por investigadores del pasado, pero cuando se le da cuerda la energía le dura treinta horas.

### H-5
Harrison desarrolló el modelo H-5 con un diseño muy similar al del H-4, simplificando algunos aspectos mecánicos para incrementar su fiabilidad. Actualmente, el H-5 es propiedad de la Worshipful Company of Clockmakers of London (‘Venerable Compañía de Relojeros de Londres’) y está en exhibición en el "Clockmakers' Museum (Museo de los Relojeros) de Londres, como parte de la colección de la institución. Desde el año 2015 la colección se ha exhibido en el Museo de Ciencias de Londres.

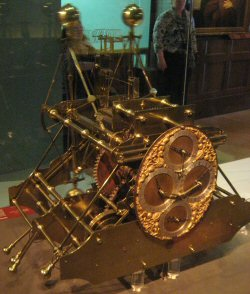
H-1
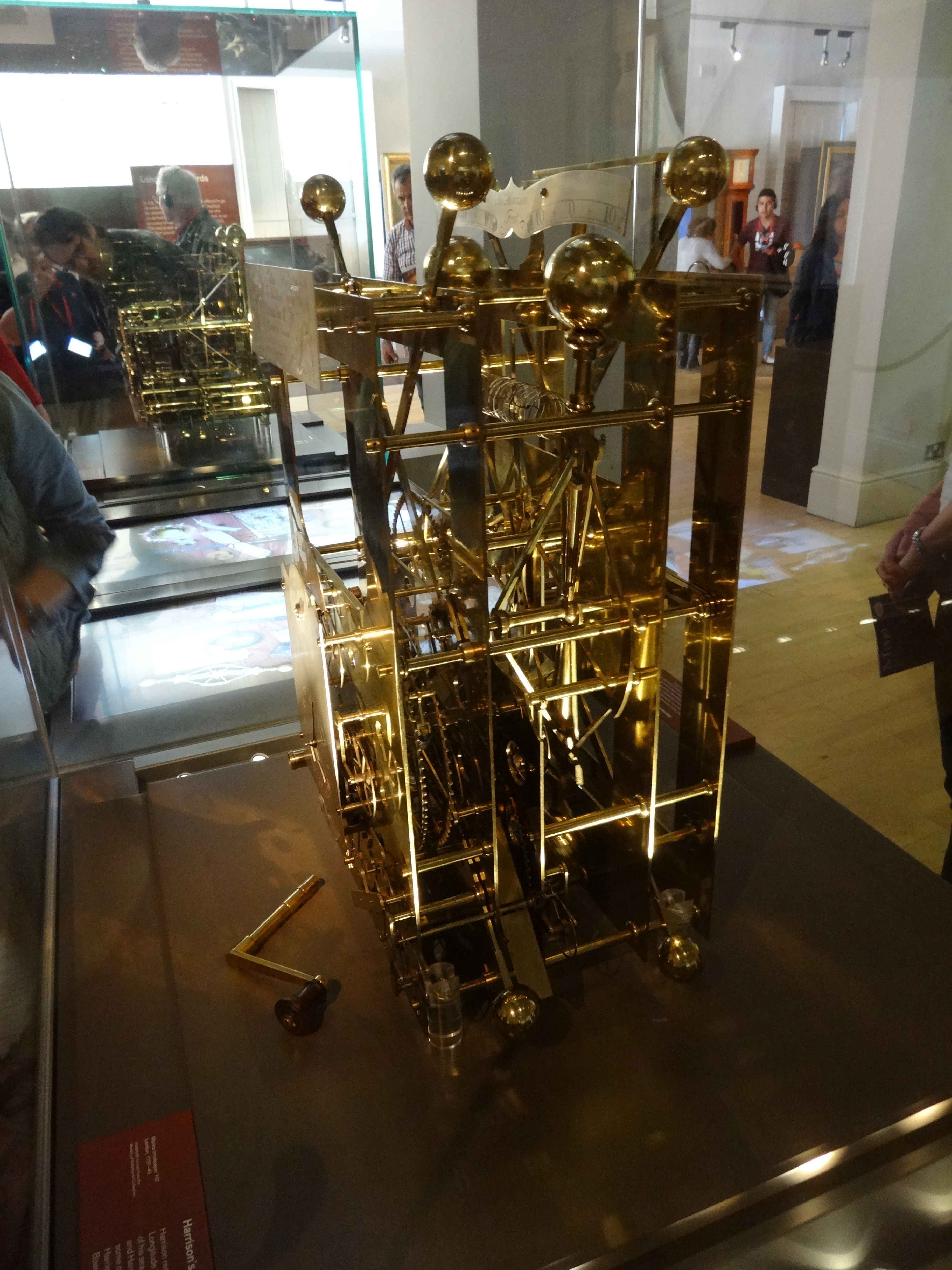
H-2
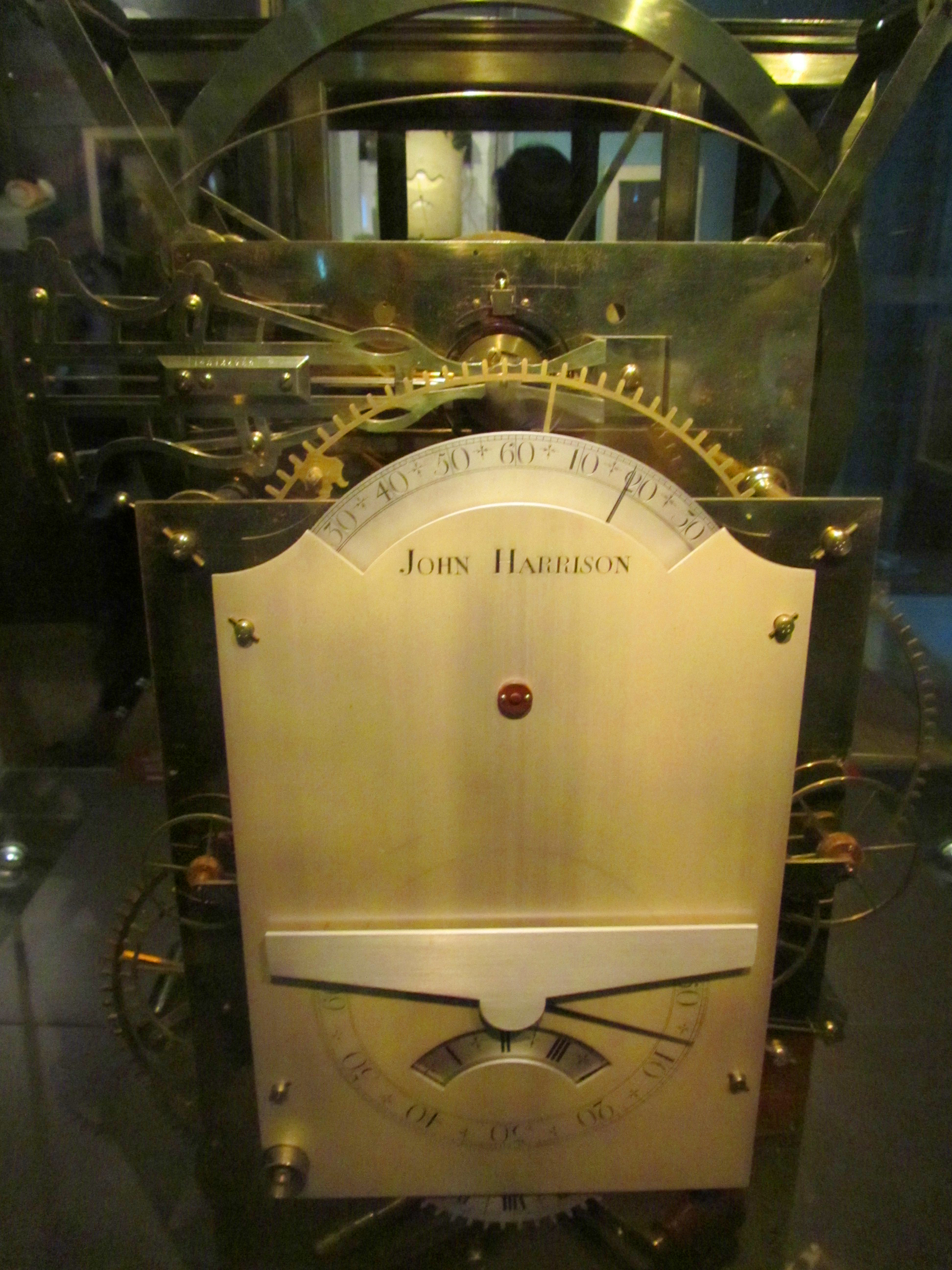
H-3
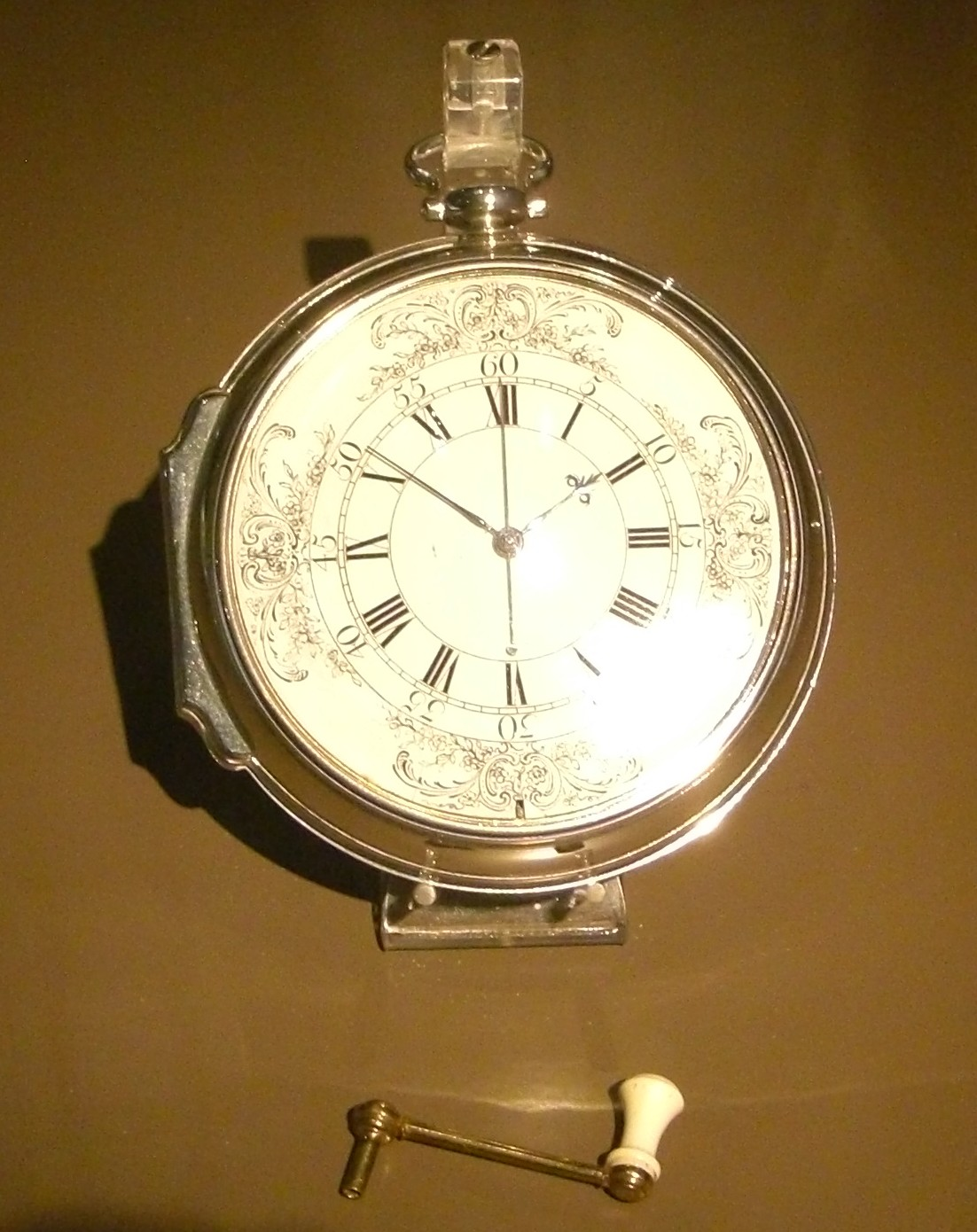
H-4
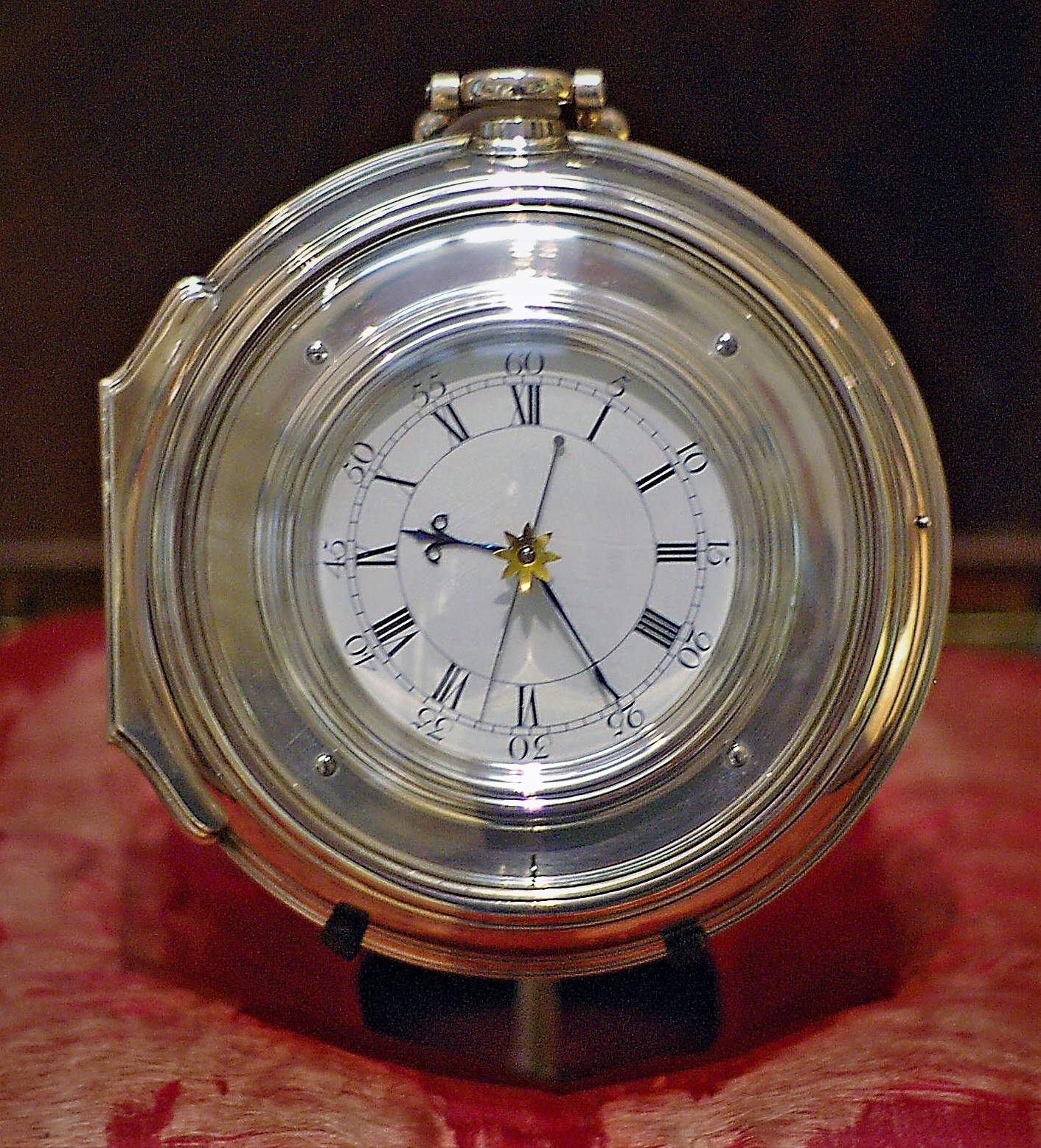
H-5